# Girlboss
Girlboss je komediální televizní seriál od Netflixu, jehož tvůrkyní je Kay Cannon, která se inspirovala příběhem Sophie Amorusové, která založila internetový obchod Nasty Gal Vintage. Výkonnými producenty jsou Charlize Theronová, Laverne McKinnon, Beth Kono, Christian Ditter a Sophia Amoruso. První řada byla zveřejněná 21. dubna 2017.
Dne 25. června 2017 byl seriál po jedné řadě zrušen.

## Obsazení

### Hlavní role
| Britt Robertsonová | Sophia Marlowe |
| Ellie Reed         | Annie          |
| Johnny Simmons     | Shane          |
| Alphonso McAuley   | Dax            |

### Vedlejší role
| Dean Norris        | Jay Marlowe         |
| Norm Macdonald     | Rick                |
| RuPaul Charles     | Lionel              |
| Jim Rash           | Mobias              |
| Louise Fletcherová | Rosie               |
| Melanie Lynskey    | Gail                |
| Macado             | členové kapely Shan |

## Seznam dílů
| Č. v seriálu | Původní název            | Režie            | Scénář                        | Premiéra na Netflixu |
| ------------ | ------------------------ | ---------------- | ----------------------------- | -------------------- |
| 1            | Sophia                   | Christian Ditter | Kay Cannon                    | 21. dubna 2017       |
| 2            | The Hern                 | Christian Ditter | Kay Cannon                    | 21. dubna 2017       |
| 3            | Thank You, San Francisco | Christian Ditter | Caroline Williams             | 21. dubna 2017       |
| 4            | Ladyshopper99            | Steven Tsuchida  | Sonny Lee                     | 21. dubna 2017       |
| 5            | Top 8                    | Steven Tsuchida  | Eben Russell                  | 21. dubna 2017       |
| 6            | Five Percent             | John Riggi       | Kay Cannon                    | 21. dubna 2017       |
| 7            | Long-Ass Pants           | Amanda Brotchie  | Jake Fogelnest                | 21. dubna 2017       |
| 8            | The Trip                 | Amanda Brotchie  | Joanna Calo                   | 21. dubna 2017       |
| 9            | Motherfuckin' Bar Graphs | Jamie Babbit     | Jen Braeden                   | 21. dubna 2017       |
| 10           | Vintage Fashion Forum    | Jamie Babbit     | Caroline Williams a Sonny Lee | 21. dubna 2017       |
| 11           | Garbage Person           | Jamie Babbit     | Kay Cannon a Eben Russell     | 21. dubna 2017       |
| 12           | I Come Crashing          | Christian Ditter | Kay Cannon                    | 21. dubna 2017       |
| 13           | The Launch               | Christian Ditter | Kay Cannon                    | 21. dubna 2017       |

## Produkce
V únoru 2016 bylo oznámeno, že Netflix objednal televizní seriál, inspirovaný životem Sophii Amorusu a její biografií #Girlboss. Bylo oznámeno, že první řada se bude skládat z třinácti dílů. V červnu 2016 se k seriálu v hlavní roli připojila Britt Robertsonová. Ten samý měsíc byli obsazení Johnny Simmons, Alphonso McAuley a Ellie Reed. Dean Norris byl do vedlejší role obsazen v červenci roku 2016.
Seriál se natáčel v San Franciscu a Los Angeles.

## Kritika
Na recenzní stránce Rotten Tomatoes získal z 25 započtených recenzí 32 procent s průměrným ratingem 5,94 bodů z deseti. Na serveru Metacritic snímek získal z 13 recenzí 53 bodů ze sta. Na Česko-Slovenské filmové databázi snímek získal 69%.